# Quraix
La tribu de Quraix o de Curaix o els quraixites —àrab: قريش, Qurayx— era la tribu dominant a la Meca quan va sorgir l'islam, els membres de la qual s'encarregaven de la protecció de la Kaba. Era la tribu a la qual pertanyia el profeta Muhàmmad, però també la que va liderar l'oposició inicial a la religió islàmica. Els quraixites foren la classe dominant a l'Àndalus. Foren quraixites destacats Ibn Harma, poeta, o Mússab ibn Umayr, company de Mahoma.